# Sonia Alfano

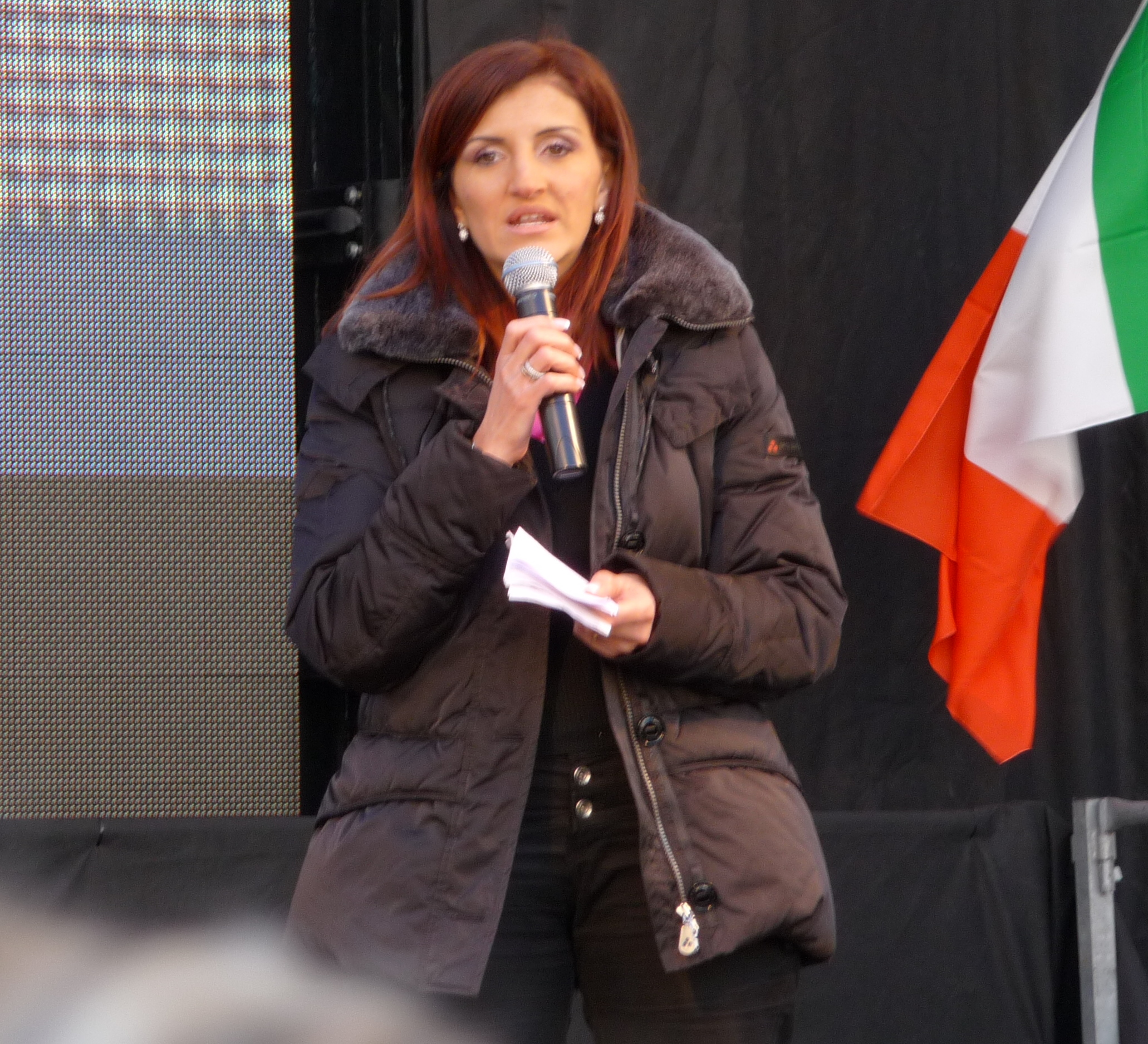
Sonia Alfano (2011)

Sonia Alfano (* 15. Oktober 1971 in Messina) ist eine italienische Antimafia-Aktivistin und parteilose Politikerin. Sie ist die Tochter des 1993 von der Mafia ermordeten Journalisten Beppe Alfano. Bei der Europawahl 2009 wurde sie auf der Liste der liberalen Partei Italia dei Valori als Mitglied des Europäischen Parlaments gewählt.

## Lebenslauf
Nach dem Schulbesuch in Barcellona Pozzo di Gotto begann Alfano ein Jurastudium an der Universität Palermo, das sie jedoch abbrach, nachdem ihr Vater Beppe Alfano am 8. Januar 1993 aufgrund seiner journalistischen Aktivitäten von der Mafia ermordet worden war. Aufgrund einer Regelung zugunsten der Angehörigen unschuldiger Mafiaopfer erhielt Alfano eine Beamtenstelle beim Zivilschutz der Autonomen Region Sizilien, wo sie für die Koordination von Katastrophen- und Nothilfe zuständig war. Außerdem war sie in der Gewerkschaft ALBA aktiv.
Nach dem Tod ihres Vaters begann sich Alfano im Antimafiakampf zu engagieren und führte eigene Untersuchungen durch, um die Auftraggeber des Mordes aufzudecken. 2003 erhob sie Klage wegen Verzögerungen bei den offiziellen Ermittlungen und erklärte, die italienischen Geheimdienste seien in den Mord verwickelt gewesen. Ihre Erklärungen bewirkten ein großes öffentliches Echo. Wenige Tage später kündigte die Antimafia-Staatsanwaltschaft (Direzione Distrettuale Antimafia) von Messina eine Wiederaufnahme der Ermittlungen an. In den folgenden Jahren setzte sie sich zudem für die Aufklärung anderer vermutlicher Mafiamorde ein und versuchte vergeblich, die Auflösung der Lokalverwaltung von Barcellona Pozzo di Gotto durchzusetzen, die nach ihren Angaben von der Mafia infiltriert war. Von März bis August 2006 erhielt sie Personenschutz durch die Guardia di Finanza, nachdem sie mehrere Morddrohungen erhalten hatte.
2006 kritisierte Alfano zudem in ihrem Gewerkschaftsamt öffentlich Organisationsprobleme des sizilianischen Zivilschutzes, der Mitarbeiter bis zu 15 Jahre in prekären Arbeitsverhältnissen beschäftige. Im folgenden Jahr wandte sie sich deshalb mit einem Brief an den italienischen Staatspräsidenten Giorgio Napolitano, der eine Untersuchung der Angelegenheit ankündigte. In der folgenden Zeit fand eine teilweise Verbesserung der Lage statt. Durch ihre Aktivitäten erhielt Alfano landesweite Bekanntheit.
2007 setzte sich Alfano auch zusammen mit Salvatore Borsellino, dem Bruder des ermordeten Antimafiarichters Paolo Borsellino, mit einem Brief an Napolitano für die Entlassung des italienischen Justizministers Clemente Mastella ein. Dieser hatte zuvor die Versetzung des Staatsanwalts Luigi de Magistris gefordert, um ihm die Ermittlungen im sogenannten Why not-Fall zu entziehen, in den unter anderem Mastella selbst verwickelt war. Zusammen mit dem Antimafia-Verein Ammazzateci tutti führte Alfano eine intensive öffentliche Kampagne für De Magistris. Letztlich wurde De Magistris der Fall dennoch wegen Befangenheit entzogen, in einem späteren Verfahren wurde der Vorwurf der Befangenheit jedoch widerlegt.
Von 2007 bis 2009 war Alfano Regionalkoordinatorin von Ammazzateci tutti in Sizilien und führte verschiedene öffentlichkeitswirksame Aktionen durch. Unter anderem setzte sie sich erfolgreich dafür ein, dass die sizilianische Regionalregierung in allen Prozessen wegen Begünstigung der Mafia als Zivilkläger auftreten muss, um die durch die Begünstigung entstandenen finanziellen Verluste für die öffentliche Hand einzuklagen. Im Februar 2008 gründete Alfano zusammen mit vierzig weiteren Personen den Verein Associazione Nazionale dei Familiari delle Vittime della Mafia (Nationaler Verein der Familienmitglieder von Mafiaopfern) und wurde einstimmig zu dessen Vorsitzender gewählt.
Bei der sizilianischen Regionalwahl 2008 trat Alfano als Spitzenkandidatin der Liste Amici di Beppe Grillo con Sonia Alfano Presidente (Freunde von Beppe Grillo mit Sonia Alfano als Präsidentin) an und erreichte 2,4 Prozent der Stimmen. Bei der Europawahl in Italien 2009 trat sie – ebenso wie unter anderem Luigi de Magistris – als Unabhängige auf der Liste der liberalen Partei Italia dei Valori (IdV) an und wurde in das Europäische Parlament gewählt. Hier gehört sie wie die IdV-Mitglieder der Fraktion ALDE an und sitzt im Ausschuss für bürgerliche Freiheiten, Justiz und Inneres. Zudem ist sie Delegierte in der Euromediterranen Parlamentarischen Versammlung.
Am 18. April 2012 wurde sie Vorsitzende des neukonstituierten Sonderausschuss gegen organisiertes Verbrechen, Korruption und Geldwäsche des Europaparlaments, der bis Ende Oktober 2013 arbeitete. In der Zeit war sie damit auch Mitglied der Konferenz der Ausschussvorsitze.

## Veröffentlichungen
Alfano hat mehrere Bücher veröffentlicht. 2004 erschien Filippo Basile, un dirigente regionale prematuramente scomparso (Filippo Basile, ein zu früh dahingegangener Regionalpolitiker), 2005 Solidarietà ad Personam, le vittime scelte (Solidarität ad personam – Die ausgewählten Opfer) und Ammazzate Beppe Alfano (Ermordet Beppe Alfano). Zudem besteht ein Teil des Buches Misteri d’Italia (Geheimnisse Italiens) von Carlo Lucarelli aus Interviews mit Alfano.